# Ескаланте
Ескаланте (англ. Escalante Desert) — пустеля в США, розташована на південному заході штату Юта. Є частиною Великого Басейну.
Займає територію площею 8 469 км².
Річна кількість опадів — 330 мм дощів та 1,8 м — снігопади.